# Nor-Am Cup 2017
La Nor-Am Cup 2017 è stata la 40ª edizione della  manifestazione organizzata dalla Federazione Internazionale Sci. È iniziata il 6 dicembre 2016 a Lake Louise, in Canada, e si è conclusa il 23 marzo a Sugarloaf, negli Stati Uniti.
In campo maschile sono state disputate tutte le 29 gare in programma (4 discese libere, 6 supergiganti, 8 slalom giganti, 8 slalom speciali, 3 combinate), in 7 diverse località. Il canadese Phil Brown si è aggiudicato sia la classifica generale, sia quella di slalom gigante; i suoi connazionali Tyler Werry  e Brodie Seger hanno vinto rispettivamente quelle di discesa libera e di supergigante, il tedesco David Ketterer quella di slalom speciale e lo statunitense Kipling Weisel quella di combinata. Il canadese Erik Read era il detentore uscente del trofeo generale.
In campo femminile sono state disputate tutte le 29 gare (4 discese libere, 6 supergiganti, 8 slalom giganti, 8 slalom speciali, 3 combinate), in 8 diverse località. La canadese Ali Nullmeyer si è aggiudicata sia la classifica generale, sia quella di slalom speciale; la statunitense Alice Merryweather ha vinto quella di discesa libera, la statunitense Patricia Mangan quelle di supergigante e di combinata (quest'ultima a pari merito con l'altra statunitense Nina O'Brien) e la canadese Amelia Smart quella di slalom speciale. La statunitense Megan McJames era la detentrice uscente del trofeo generale.

## Uomini

### Risultati
| Data             | Località                   | Nazione     | Spec. | Primo                | Secondo              | Terzo               |
| ---------------- | -------------------------- | ----------- | ----- | -------------------- | -------------------- | ------------------- |
| 7 dicembre 2016  | Lake Louise                | Canada      | DH    | Nicholas Krause      | Tyler Werry          | Broderick Thompson  |
| 8 dicembre 2016  | Lake Louise                | Canada      | DH    | Tyler Werry          | Broderick Thompson   | Felix Monsén        |
| 11 dicembre 2016 | Panorama                   | Canada      | SG    | Joan Verdú           | Brodie Seger         | James Crawford      |
| 12 dicembre 2016 | Panorama                   | Canada      | SG    | Joan Verdú           | Brodie Seger         | Adam Barwood        |
| 13 dicembre 2016 | Panorama                   | Canada      | KB    | Kieffer Christianson | River Radamus        | James Crawford      |
| 14 dicembre 2016 | Panorama                   | Canada      | GS    | Phil Brown           | Kieffer Christianson | William St-Germain  |
| 15 dicembre 2016 | Panorama                   | Canada      | GS    | Phil Brown           | Kieffer Christianson | Hig Roberts         |
| 17 dicembre 2016 | Panorama                   | Canada      | SL    | Hig Roberts          | Phil Brown           | David Ketterer      |
| 18 dicembre 2016 | Panorama                   | Canada      | SL    | David Ketterer       | Phil Brown           | Hig Roberts         |
| 2 gennaio 2017   | Stowe Mountain/Spruce Peak | Stati Uniti | GS    | Nicholas Krause      | Phil Brown           | Dustin Cook         |
| 4 gennaio 2017   | Stowe Mountain/Spruce Peak | Stati Uniti | SL    | David Ketterer       | Hig Roberts          | William St-Germain  |
| 4 gennaio 2017   | Stowe Mountain/Spruce Peak | Stati Uniti | SL    | Jett Seymour         | Garret Driller       | Sandy Vietze        |
| 5 gennaio 2017   | Stowe Mountain/Spruce Peak | Stati Uniti | GS    | Hig Roberts          | Nicholas Krause      | Erik Arvidsson      |
| 1º febbraio 2017 | Copper Mountain            | Stati Uniti | GS    | Erik Read            | Trevor Philp         | Dominic Demschar    |
| 2 febbraio 2017  | Copper Mountain            | Stati Uniti | GS    | Trevor Philp         | Phil Brown           | George Steffey      |
| 3 febbraio 2017  | Vail                       | Stati Uniti | SL    | David Ketterer       | Trevor Philp         | Erik Read           |
| 4 febbraio 2017  | Vail                       | Stati Uniti | SL    | Mark Engel           | Phil Brown           | David Ketterer      |
| 6 febbraio 2017  | Copper Mountain            | Stati Uniti | DH    | Broderick Thompson   | Sam Morse            | Kipling Weisel      |
| 6 febbraio 2017  | Copper Mountain            | Stati Uniti | DH    | Tyler Werry          | Sam Morse            | Andreas Romar       |
| 9 febbraio 2017  | Copper Mountain            | Stati Uniti | SG    | Nicholas Krause      | Broderick Thompson   | Drew Duffy          |
| 10 febbraio 2017 | Copper Mountain            | Stati Uniti | SG    | Nicholas Krause      | Broderick Thompson   | Kipling Weisel      |
| 11 febbraio 2017 | Copper Mountain            | Stati Uniti | KB    | Tyler Werry          | Kipling Weisel       | Hig Roberts         |
| 17 marzo 2017    | Mont-Sainte-Marie          | Canada      | GS    | Tim Jitloff          | Ryan Cochran-Siegle  | Trevor Philp        |
| 18 marzo 2017    | Mont-Sainte-Marie          | Canada      | GS    | Trevor Philp         | Tim Jitloff          | James Crawford      |
| 19 marzo 2017    | Mont-Sainte-Marie          | Canada      | SL    | David Ketterer       | Trevor Philp         | Mark Engel          |
| 20 marzo 2017    | Mont-Sainte-Marie          | Canada      | SL    | David Ketterer       | AJ Ginnis            | Erik Read           |
| 22 marzo 2017    | Sugarloaf                  | Stati Uniti | SG    | Erik Arvidsson       | Jared Goldberg       | Brodie Seger        |
| 23 marzo 2017    | Sugarloaf                  | Stati Uniti | KB    | Sam Mulligan         | Trevor Philp         | Kipling Weisel      |
| 23 marzo 2017    | Sugarloaf                  | Stati Uniti | SG    | Kipling Weisel       | Jared Goldberg       | Ryan Cochran-Siegle |

Legenda:

DH = discesa libera

SG = supergigante

GS = slalom gigante

SL = slalom speciale

KB = combinata

### Classifiche

#### Generale
| Pos. | Nome                 | Nazione     | Punti |
| ---- | -------------------- | ----------- | ----- |
| 1    | Phil Brown           | Canada      | 892   |
| 2    | Nicholas Krause      | Stati Uniti | 795   |
| 3    | James Crawford       | Canada      | 787   |
| 4    | Kipling Weisel       | Stati Uniti | 761   |
| 5    | Hig Roberts          | Stati Uniti | 742   |
| 6    | David Ketterer       | Germania    | 696   |
| 7    | Brodie Seger         | Canada      | 636   |
| 8    | Kieffer Christianson | Stati Uniti | 635   |
| 9    | Erik Arvidsson       | Stati Uniti | 623   |
| 10   | Tyler Werry          | Canada      | 602   |

#### Discesa libera
| Pos. | Nome               | Nazione     | Punti |
| ---- | ------------------ | ----------- | ----- |
| 1    | Tyler Werry        | Canada      | 330   |
| 2    | Broderick Thompson | Canada      | 262   |
| 3    | Nicholas Krause    | Stati Uniti | 226   |
| 4    | Sam Morse          | Stati Uniti | 189   |
| 5    | Kipling Weisel     | Stati Uniti | 177   |

#### Supergigante
| Pos. | Nome            | Nazione     | Punti |
| ---- | --------------- | ----------- | ----- |
| 1    | Brodie Seger    | Canada      | 281   |
| 2    | James Crawford  | Canada      | 275   |
| 3    | Kipling Weisel  | Stati Uniti | 258   |
| 4    | Nicholas Krause | Stati Uniti | 209   |
| 5    | Erik Arvidsson  | Stati Uniti | 206   |

#### Slalom gigante
| Pos. | Nome                 | Nazione     | Punti |
| ---- | -------------------- | ----------- | ----- |
| 1    | Phil Brown           | Canada      | 491   |
| 2    | Trevor Philp         | Canada      | 340   |
| 3    | Nicholas Krause      | Stati Uniti | 315   |
| 4    | Hig Roberts          | Stati Uniti | 292   |
| 5    | Kieffer Christianson | Stati Uniti | 280   |

#### Slalom speciale
| Pos. | Nome           | Nazione     | Punti |
| ---- | -------------- | ----------- | ----- |
| 1    | David Ketterer | Germania    | 620   |
| 2    | Phil Brown     | Canada      | 345   |
| 3    | Hig Roberts    | Stati Uniti | 300   |
| 4    | Mark Engel     | Stati Uniti | 219   |
| 5    | Jeffrey Read   | Canada      | 208   |

#### Combinata
| Pos. | Nome                 | Nazione     | Punti |
| ---- | -------------------- | ----------- | ----- |
| 1    | Kipling Weisel       | Stati Uniti | 150   |
| 2    | River Radamus        | Stati Uniti | 126   |
| 3    | Tyler Werry          | Canada      | 124   |
| 4    | Sam Mulligan         | Canada      | 123   |
| 5    | Kieffer Christianson | Canada      | 111   |

## Donne

### Risultati
| Data             | Località        | Nazione     | Spec. | Prima                 | Seconda               | Terza                 |
| ---------------- | --------------- | ----------- | ----- | --------------------- | --------------------- | --------------------- |
| 7 dicembre 2016  | Lake Louise     | Canada      | DH    | Stefanie Fleckenstein | Alice Merryweather    | Georgia Willinger     |
| 8 dicembre 2016  | Lake Louise     | Canada      | DH    | Georgia Willinger     | Alice Merryweather    | Stefanie Fleckenstein |
| 11 dicembre 2016 | Panorama        | Canada      | SG    | Maureen Lebel         | Patricia Mangan       | Alice Merryweather    |
| 13 dicembre 2016 | Panorama        | Canada      | KB    | Amelia Smart          | Stefanie Fleckenstein | Ali Nullmeyer         |
| 13 dicembre 2016 | Panorama        | Canada      | SG    | Alice Merryweather    | Stefanie Fleckenstein | Nina O'Brien          |
| 14 dicembre 2016 | Panorama        | Canada      | SL    | Erin Mielzynski       | Ali Nullmeyer         | Amelia Smart          |
| 16 dicembre 2016 | Panorama        | Canada      | SL    | Erin Mielzynski       | Ali Nullmeyer         | Amelia Smart          |
| 17 dicembre 2016 | Panorama        | Canada      | GS    | Erin Mielzynski       | Leona Popović         | Rachael DesRochers    |
| 18 dicembre 2016 | Panorama        | Canada      | GS    | Amelia Smart          | Leona Popović         | Erin Mielzynski       |
| 2 gennaio 2017   | Burke Mountain  | Stati Uniti | GS    | Paula Moltzan         | Foreste Peterson      | Amelia Smart          |
| 3 gennaio 2017   | Burke Mountain  | Stati Uniti | GS    | Ali Nullmeyer         | Paula Moltzan         | Foreste Peterson      |
| 4 gennaio 2017   | Burke Mountain  | Stati Uniti | SL    | Paula Moltzan         | Ali Nullmeyer         | Patricia Mangan       |
| 5 gennaio 2017   | Burke Mountain  | Stati Uniti | SL    | Ali Nullmeyer         | Nina O'Brien          | Julia Ford            |
| 1º febbraio 2017 | Vail            | Stati Uniti | SL    | Ali Nullmeyer         | Lila Lapanja          | Laurence St-Germain   |
| 2 febbraio 2017  | Vail            | Stati Uniti | SL    | Ali Nullmeyer         | Paula Moltzan         | Laurence St-Germain   |
| 3 febbraio 2017  | Copper Mountain | Stati Uniti | GS    | Megan McJames         | Amelia Smart          | Foreste Peterson      |
| 4 febbraio 2017  | Copper Mountain | Stati Uniti | GS    | Ali Nullmeyer         | Amelia Smart          | Megan McJames         |
| 6 febbraio 2017  | Copper Mountain | Stati Uniti | DH    | Alice McKennis        | Anna Marno            | Alice Merryweather    |
| 6 febbraio 2017  | Copper Mountain | Stati Uniti | DH    | Alice McKennis        | Anna Marno            | Alice Merryweather    |
| 9 febbraio 2017  | Copper Mountain | Stati Uniti | SG    | Patricia Mangan       | Anna Marno            | Alice McKennis        |
| 10 febbraio 2017 | Copper Mountain | Stati Uniti | SG    | Patricia Mangan       | Alice McKennis        | Roni Remme            |
| 11 febbraio 2017 | Copper Mountain | Stati Uniti | KB    | Nina O'Brien          | Patricia Mangan       | Anna Marno            |
| 17 marzo 2017    | Val Saint-Côme  | Canada      | SL    | Laurie Mougel         | Ali Nullmeyer         | Adriana Jelínková     |
| 18 marzo 2017    | Val Saint-Côme  | Canada      | SL    | Ali Nullmeyer         | Laurence St-Germain   | Alex Tilley           |
| 19 marzo 2017    | Garceau         | Canada      | GS    | Nina O'Brien          | Megan McJames         | Mikaela Tommy         |
| 20 marzo 2017    | Garceau         | Canada      | GS    | Mikaela Tommy         | Candace Crawford      | Megan McJames         |
| 22 marzo 2017    | Sugarloaf       | Stati Uniti | KB    | Mikaela Tommy         | Ali Nullmeyer         | Patricia Mangan       |
| 22 marzo 2017    | Sugarloaf       | Stati Uniti | SG    | Stacey Cook           | Mikaela Tommy         | Ali Nullmeyer         |
| 23 marzo 2017    | Sugarloaf       | Stati Uniti | SG    | Megan McJames         | Stacey Cook           | Jacqueline Wiles      |

Legenda:

DH = discesa libera

SG = supergigante

GS = slalom gigante

SL = slalom speciale

KB = combinata

### Classifiche

#### Generale
| Pos. | Nome                  | Nazione     | Punti |
| ---- | --------------------- | ----------- | ----- |
| 1    | Ali Nullmeyer         | Canada      | 1298  |
| 2    | Nina O'Brien          | Stati Uniti | 1122  |
| 3    | Patricia Mangan       | Stati Uniti | 876   |
| 4    | Stefanie Fleckenstein | Canada      | 817   |
| 5    | Amelia Smart          | Canada      | 784   |
| 6    | Alice Merryweather    | Stati Uniti | 738   |
| 7    | Megan McJames         | Stati Uniti | 540   |
| 8    | Galena Wardle         | Stati Uniti | 535   |
| 9    | Roni Remme            | Canada      | 529   |
| 10   | Paula Moltzan         | Stati Uniti | 506   |

#### Discesa libera
| Pos. | Nome                  | Nazione       | Punti |
| ---- | --------------------- | ------------- | ----- |
| 1    | Alice Merryweather    | Stati Uniti   | 280   |
| 2    | Stefanie Fleckenstein | Canada        | 242   |
| 3    | Alice McKennis        | Stati Uniti   | 200   |
| 4    | Georgia Willinger     | Nuova Zelanda | 196   |
| 5    | Anna Marno            | Stati Uniti   | 160   |

#### Supergigante
| Pos. | Nome                  | Nazione     | Punti |
| ---- | --------------------- | ----------- | ----- |
| 1    | Patricia Mangan       | Stati Uniti | 383   |
| 2    | Nina O'Brien          | Stati Uniti | 294   |
| 3    | Alice Merryweather    | Stati Uniti | 285   |
| 4    | Stefanie Fleckenstein | Canada      | 217   |
| 5    | Alice McKennis        | Stati Uniti | 203   |

#### Slalom gigante
| Pos. | Nome             | Nazione     | Punti |
| ---- | ---------------- | ----------- | ----- |
| 1    | Amelia Smart     | Canada      | 409   |
| 2    | Ali Nullmeyer    | Canada      | 378   |
| 3    | Foreste Peterson | Stati Uniti | 362   |
| 4    | Nina O'Brien     | Stati Uniti | 324   |
| 5    | Megan McJames    | Stati Uniti | 300   |

#### Slalom speciale
| Pos. | Nome                | Nazione     | Punti |
| ---- | ------------------- | ----------- | ----- |
| 1    | Ali Nullmeyer       | Canada      | 720   |
| 2    | Laurence St-Germain | Canada      | 285   |
| 3    | Nina O'Brien        | Stati Uniti | 266   |
| 4    | Paula Moltzan       | Stati Uniti | 230   |
| 5    | Julia Ford          | Stati Uniti | 223   |

#### Combinata
| Pos. | Nome                  | Nazione     | Punti |
| ---- | --------------------- | ----------- | ----- |
| 1    | Patricia Mangan       | Stati Uniti | 190   |
| 1    | Nina O'Brien          | Stati Uniti | 190   |
| 3    | Amelia Smart          | Canada      | 150   |
| 4    | Ali Nullmeyer         | Canada      | 140   |
| 5    | Stefanie Fleckenstein | Canada      | 116   |